# Forum non conveniens
Forum non conveniens (locución latina para «un foro inconveniente» ) (FNC) es una doctrina legal mayoritariamente de derecho consuetudinario a través de la cual un tribunal reconoce que otro foro o tribunal donde el caso podría haberse presentado es un lugar más apropiado para un caso legal, y transfiere el caso a dicho foro. Se puede ordenar un cambio de jurisdicción, por ejemplo, para transferir un caso a una jurisdicción dentro de la cual ocurrió un accidente o incidente subyacente al litigio y donde residen todos los testigos.
Una preocupación que a menudo se plantea en las aplicaciones de la doctrina es la selección de foros, o la elección de un tribunal simplemente para obtener una ventaja en el procedimiento. Esta preocupación se equilibra con la política pública de deferir la elección de jurisdicción del demandante en reclamaciones en las que puede haber más de una jurisdicción apropiada. Los principios subyacentes, como basar el respeto otorgado a los tribunales extranjeros en el respeto recíproco o la cortesía (comity), también se aplican en los sistemas de derecho civil en la forma de la doctrina legal de litispendencia.
Forum non conveniens no es exclusivo de las naciones de common law: los tribunales marítimos de la República de Panamá, aunque no son una jurisdicción del derecho anglosajón, también tienen tal facultad en condiciones más restringidas.

## Explicación
Un país, estado u otra jurisdicción promulga leyes que se interpretan y aplican a través de un sistema de tribunales. Las leyes aplicadas por un sistema particular de tribunales o sistema legal se denominan lex fori, o ley del foro. Como cuestión de procedimiento civil, los tribunales deben decidir si, y en qué circunstancias, aceptarán la jurisdicción sobre las partes y el objeto cuando comience un juicio. Esta decisión será rutinaria, o no planteada en absoluto, si los elementos relevantes del caso están dentro de la jurisdicción territorial de la corte. Si una o más de las partes residen fuera de la jurisdicción territorial o existen otros factores que podrían hacer más apropiado otro foro, la cuestión de la jurisdicción debe resolverse.